# Cerro del Muerto
O Cerro del Morto (Serra do Morto), é um maciço montanhoso, que se encontra no município de Jesús María, no Estado de Aguascalientes no México. Apresenta um bosque de carvalho nas partes altas e em algumas ladeiras e caminhos. Assim mesmo contém áreas cobertas de matagal espinhoso, inerme e subtropical que se misturam com o bosque de carvalho e os pastoreios.
É uma montanha que faz parte da Serra do Laurel, um ramal da Serra Mãe Ocidental, e que constitui um emblema do estado de Aguascalientes. A serra encontra-se ao poente do estado, a uma distância aproximada de 10 km da capital, Aguascalientes, e oferece uma vista característica do poente da cidade, especialmente ao entardecer.
Sua altura oscila os 2 440 metros dos quais a parte mais acessível é o "Picacho", que corresponde aos pés do morto, já que se encontra bem perto da estrada Federal Número 70 em Calvillo. É um destino popular para os desportistas, principalmente os fins de semana, que se dão lugar a escaladores e corredores .
Actualmente existe uma estação do H. Corpo de Bombeiros Voluntários de Aguascalientes, A.C. quem encarregam-se de sua vigilância e protecção .

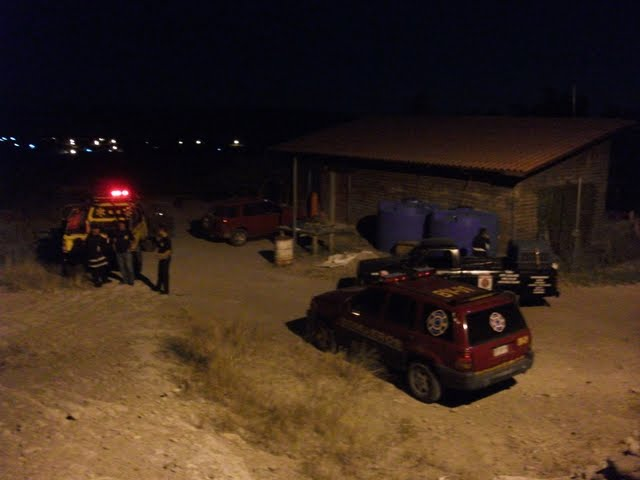
Base do H. Corpo de Bombeiros Voluntários de Aguascalientes, A.C.

A 26 de maio de 2008 foi decretado como uma área natural protegida pelo Governo do Estado de Aguascalientes com a categoria de Monumento Natural. Este importante esforço de conservação tem permitido atrair a atenção pública e o investimento de recursos para acções em torno de sua conservação. Entre estas acções podem-se mencionar a instalação de um Centro de Atenção a Visitantes e um módulo de vigilância, que tem permitido que um grupo de guardas florestais façam percorridos na zona, particularmente no área de "O Picacho" . 
De acordo ao artigo 66 fracção III da Lei de Protecção Ambiental do Estado de Aguascalientes, Monumentos Naturais são aquelas áreas que contêm um monumento natural concreto, que pode ser uma formação terrestre, um rasgo geológico como uma gruta ou inclusive um elemento vivo como um arvoredo antigo. São áreas protegidas pequenas e com frequência têm um grande valor para os visitantes. Seu objectivo primário é proteger rasgos naturais específicos fora do normal e a biodiversidade e os habitats associados a eles. É de modo que a Serra do Morto —por conter uma paisagem que distingue ao estado de Aguascalientes, bem como habitats e ecossistemas naturais— foi declarado como Monumento Natural. Não obstante, ao ter um carácter de propriedade privada e ejidal, requer da soma de vontades e esforços para dar-lhe um sentido de sustentabilidade ao aproveitamento de seus recursos naturais.

## Localização geográfica e acesso

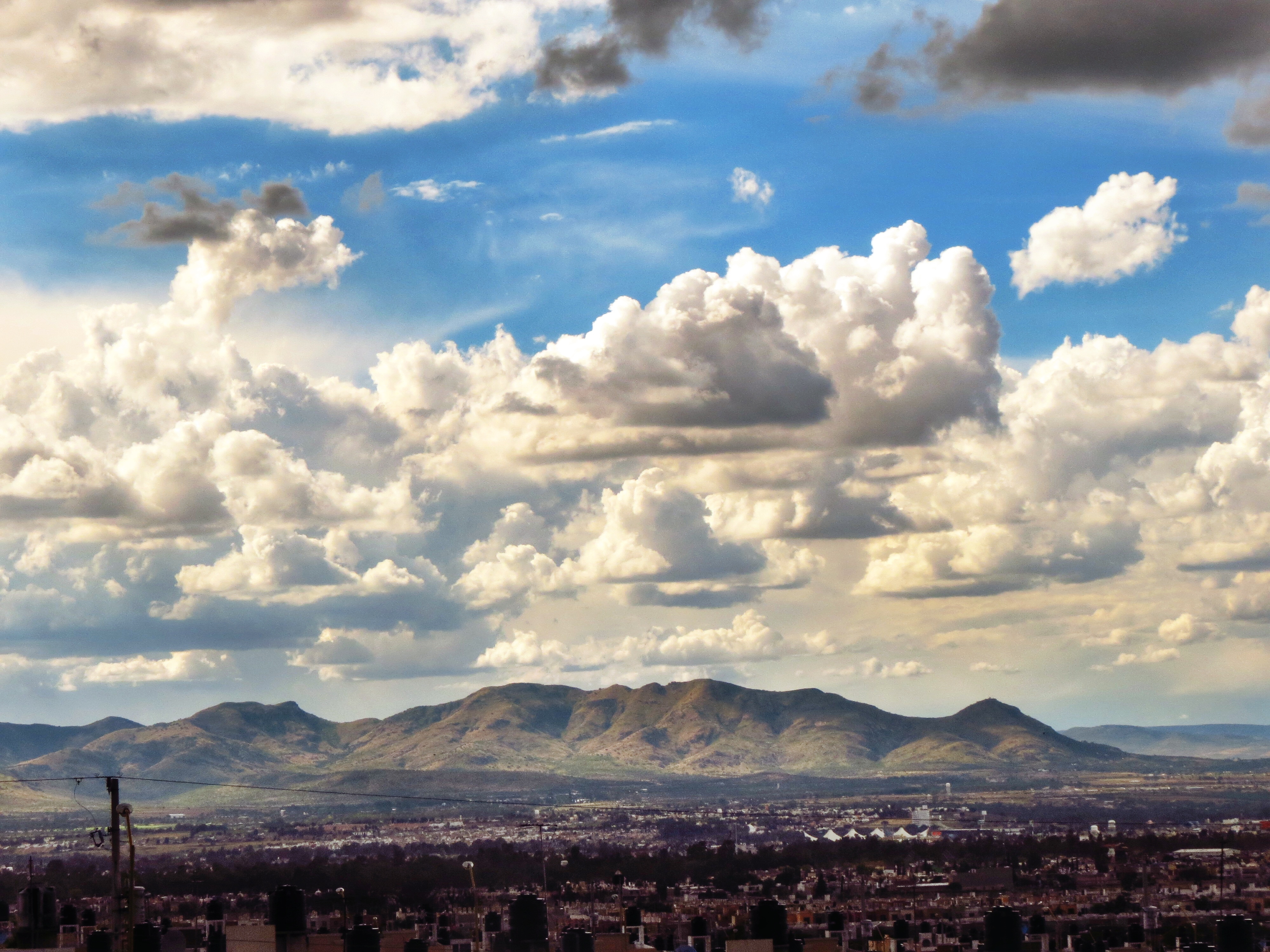
Cerro del Muerto, Aguascalientes

O Cerro del Muerto localiza-se na região poente do estado de Aguascalientes, entre as coordenadas extremas de longitude oeste 102º21’00” e 102º 30’00 e 21º 52’ 30” e 21º 48’00” de latitude norte. Encontra-se nos municípios Aguascalientes e Jesús María. Tem uma superfície de 5 862.034 ha, que compreende o 1.03% do território estatal.
Para chegar ao Cerro del Muerto, existem vários acessos. A partir da cidade de Aguascalientes, ao poente da cidade começa a estrada federal No. 70 que comunica com o município de Calvillo. Sobre esta estrada, aproximadamente a 10 km com rumo da cidade de Aguascalientes a Calvillo, sobre o lado sul, localiza-se o maciço montanhoso do Cerro do Morto. Aqui existe o ponto de acesso principal conhecido como “O Picacho” ou “Os Pés do Morto” no qual há uma vereda que leva até a cume do cerro. Este ponto é dos mais conhecidos do Monumento Natural Cerro do Morto. Também se pode chegar seguindo a estrada de acesso que comunica a estrada federal No. 70, com a estrada federal No. 45. Esta estrada segue paralelo aos limites da área natural protegida. Sobre o mesmo, existem caminhos privados que conduzem à Serra. 
Outra via de comunicação que permite chegar ao Cerro del Muerto é a estrada federal que liga com a comunidade de Villa Hidalgo. Esta estrada localiza-se ao sul do Cerro del Muerto. Sobre esta desprende-se um caminho de montanha que começa na comunidade de “Los Caños” e que vai paralelo sobre os limites poentes da área protegida Cerro del Muerto e chega à comunidade de “General Ignacio Zaragoza”, também conhecida como “Venadero”, km 18.5 estrada Aguascalientes-Calvillo pertencente também ao município de Jesús María .

## Relevo
O Cerro do Morto encontra-se localizado na província Serra Mãe Ocidental, sub-província Serras e Vales Zacatecanos. Os sistemas de topoformas predominantes são: lomerios e superfície de mesetas, ladeiras, lomerios suaves e fundos de vale, planície de andar rochoso, lomerios e vale estreito; com altitudes que vão desde os 1 842 aos 2 440 metros sobre o nível do mar.
O Cerro do Morto apresenta um aspecto montanhoso com ladeiras em sua maior parte de até 58º de inclinação. O aspecto que apresenta, o qual origina seu nome, é o de uma pessoa recostada com a “cabeça” para o lado sudoeste e os “pés” ou também conhecido como “Picacho”, orientado para o lado sudeste. Para sua parte oriente encontra-se o Vale de Aguascalientes, enquanto em sua parte noroeste localiza-se a Serra de Huijolotes interrompida por um pequeno vale. Para sua parte sudoeste localiza-se o maciço montanhoso da Serra de Laurel. 

## Geologia
A coluna estratigráfica do Cerro del Muerto está representada por rochas do Terciário, de origem igneo, com derrames de rochas igneas extrusivas básicas, bem como afloramentos de rochas metamórficas numa pequena porção ao norte, como os esquistos do Jurásico (as rochas de maior antiguidade no estado). Há depósitos sedimentários de tipo continental, como o são as areniscas, conglomerados e uma associação de ambos; os depósitos aluviais datam do Quaternário.
O área que compreende o Cerro del Muerto, faz parte do maciço montanhoso da Serra Mãe Ocidental, está muito unido a sua história geológica. Começou-se a formar durante o Terciário Inferior, faz aproximadamente uns 58 milhões de anos, quando iniciaram uma série de episódios vulcânicos que provocaram a extrusão a grande escala de rochas ácidas e intermediárias de maior conteúdo em sílice; particularmente riolitas e ignimbritas riolíticas, bem como tobas ácidas e brechas. Estas sobressaem a rochas sedimentárias e metamórficas do Mesozoico de origem marinha. É comum que estes materiais formem mesetas, ainda que também dão lugar a caldeiras. O vulcanismo continuou durante o Terciário Meio gerando uma amplíssima mesa alta, constituída por estas rochas. Depois, durante o Pleistoceno, os aparelhos vulcânicos erosionaram-se até desaparecer praticamente por completo. Os processos de levantamento e colapso deram lugar à formação de várias falhas, de longitude considerável, que se orientam em direcção norte-sul, ou nordeste-sudoeste, algumas das quais seguem activas até hoje; ditas estruturas têm produzido fossas tectónicas, na zona oriental e meridional da Serra Mãe Ocidental.
As rochas que predominam no Cerro do Morto são em sua maioria igneas extrusivas da era Cenozoíca do período terciário num 77% do área, lhe seguem as rochas tipo clásticas também do Cenozoíco do período terciário com um 17%. É de destacar a presença de rochas tipo metamórficas ao norte da poligonal, bem perto do “Picacho” num 0.8% do área. 

## Solos
No Cerro del Muerto predominam os solos tipo Feozem, este solo apresenta uma capa superficial de cor escura (horizonte mólico) e uma saturação de bases de 50% ou maior e uma matriz livre de carbonato de cálcio, pelo menos até uma profundidade de 100 cm ou até o limite com uma capa contrastante (rocha, endurecimento). Cobre uma superfície a mais de 2 mil 600 hectares (45%) da área protegida. 
Em segundo lugar predominam os solos tipo Litosol (solos delgados, debilmente desenvolvidos), os quais são característicos de áreas montanhosas e rochosas.  Ocupam pouco mais de 2 mil 400 hectares (42% da superfície da área protegida) e ainda que são solos muito delgados, com menos de 10 cm de profundidade, são importantes como sustenta das comunidades de carvalhos do Cerro do Morto (INEGI 2008). Encontram-se em áreas com condições topográficas de excessiva a moderada pendente ou com materiais geológicos relativamente recentes (basalto), que não têm permitido seu desenvolvimento; isto determina que não tenham capacidade de uso, nem seja recomendável realizar neles nenhum tipo de utilização agropecuária ou florestal, como provocariam a perda total da escassa espessura de solo, pois estas características o condicionam a uma erodabilidade demasiado elevada.
Em seguida predominam os solos tipo planosol, os quais são mediamente profundos, entre 50 e 100 cm que se caracterizam por ter uma capa endurecida com sílice ou argila bem compactada que induze o lavado lateral da água, provocando a erosão interna do solo para partes mais baixas do terreno; manifesta-se comumente pela presença de uma capa infértil, delgada e de cor clara, chamada álbica. Constituem o terceiro tipo de solo mais importante no Cerro do Morto com 694 hectares (11.8% de seu território). Sua vegetação natural é pastizal ou matorral (INEGI 2008).
Em quarto e último lugar apresentam-se os solos tipo cambisol (solos que experimentam mudanças em cor, estrutura e consistência), os quais são aqueles que têm um horizonte subsuperficial (cámbico) que mostra evidências de alteração, remoção, uma espessura de pelo menos 15 cm e não tem consistência quebradissa. Cobre uma pequena superfície de 47 hectares (0.8% da área protegida). É um solo característico da Serra Mãe Ocidental (noroeste, centro e sudeste) e cobrem grande parte da subprovíncia Pé da Serra; nestas áreas pelo geral têm pendentes irregulares muito pronunciadas, e moderadas nas estribações.

## Clima
No Cerro do Morto apresentam-se três tipos de climas. Na parte este e sul predomina o clima semi-seco temperado BS1kw com chuvas em verão e escassas ao longo do ano, cobrindo uma superfície a mais de 3 400 hectares (59% da área protegida). Neste tipo de clima, a temperatura média anual varia de 16.0° a 18.0°C, a temperatura média do mês mais frio é de -3.0° a 18.0°C, a temperatura média do mês mais quente do ano é maior de 18.0°C, pelo que se considera que tem verão quente; a precipitação total anual varia entre 400 e 600 mm. 
Na parte central oeste do Cerro do Morto apresenta-se um clima temperado com verão cálido C(w0) com chuvas em verão, com baixa humidade, cobrindo uma superfície a mais de 2,200 hectares (38.4%). São os de menor humidade dentro dos temperados subhúmedos, sua temperatura média anual varia entre 12.0° e 18.0°C e a precipitação total anual, entre 600 e 700 mm. A temporada de chuvas apresenta-se no verão, especificamente no período que vai de maio a outubro (INEGI 1989), o mês mais seco recebe menos de 40 mm de precipitação (García, 1973). Numa pequena porção ao sudeste da poligonal da área protegida, numa superfície de 143 hectares (2.4%), apresenta-se o clima semi-seco semi-quente BS1hw(w) com chuvas em verão e em inverno, no qual a precipitação total anual vai de 500 a 700 mm e se produz principalmente no verão, já que a que ocorre em inverno (nos meses de janeiro, fevereiro e março), representa ao redor de 5% da precipitação total anual. A temperatura média anual oscila entre os 18.0° e os 21.0°C, o mês mais frio é janeiro, com temperaturas médias entre 13.0° e 16.0°C; a época mais calorosa apresenta-se nos meses de maio e junho, com uma temperatura média que vai de 22.0° aos 25.0°C; o mês mais húmido é agosto; a precipitação varia entre 110 e 160 mm. O mês mais seco é março, com menos de 7 mm de precipitação.

## Hidrologia
O Cerro do Morto localiza-se dentro a bacia do rio Lerma-Santiago. De maneira geral, apresenta duas sub-bacias, a de Juchipila e de Rio Verde. Esta última apresenta arroios que vão desembocar ao Rio San Pedro, no Vale de Aguascalientes, enquanto a de Juchipila vai dar ao rio Texas ou de Malpaso, que finalmente desemboca no Rio Juchipila. A sub-bacia de Rio verde divide-se em dois, uma porção sul denomina “k” e que compreende uma superfície de quase 1 700 hectares (29%) cujas águas são afluentes da Presa do Niágara e a porção norte denominada “b”, que compreende uma superfície a mais de 4 000 hectares (70%), cujos arroios são afluentes da Presa Abelardo Rodríguez e do Arroio Morcinique. 
Quanto à hidrologia superficial, o Cerro do Morto apresenta 15 corpos de água, os quais consistem em pequenos bordos de abrevadeiro, bem como escorrimentos temporários principais, já que as características orográficas e edafológicas da zona não permitem a existência de corpos de água lóticos permanentes, senão unicamente arroios em época de chuvas. Os principais arroios do Cerro do Morto, os quais inclusive têm seu nascimento nesta zona montanhosa, são os arroios Xoconoxtle, Los Chivos, Peña Blanca, El Muerto, As Víboras, Palos de los Fierros, Los Coyotes, Carboneras, La Chorrera e El Barreno (INEGI 1993).

## Vegetação

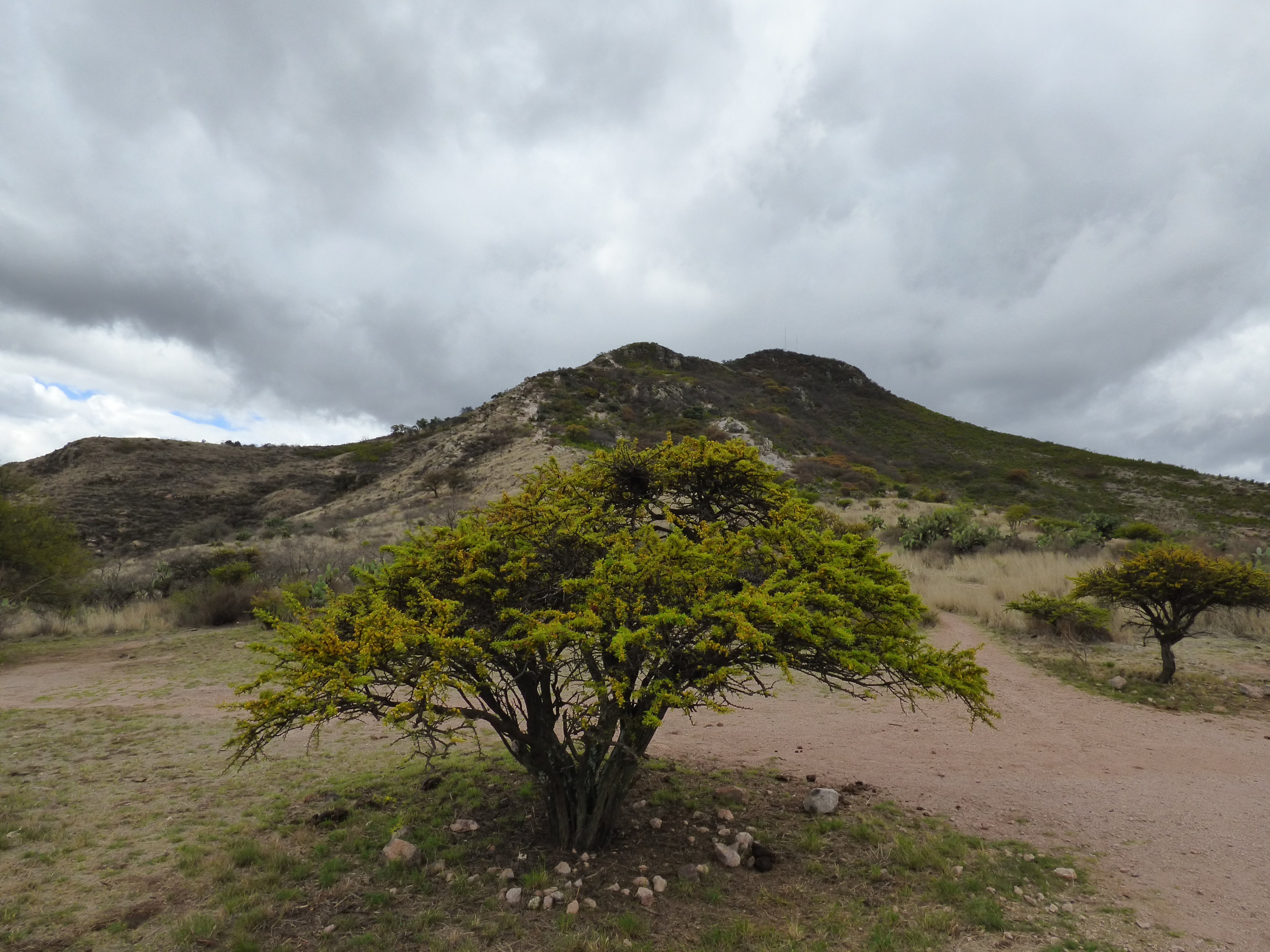
Flora do Cerro do Morto

Na área protegida reportam-se um total de 182 espécies de plantas terrestres, das quais, 128 são dicotiledóneas (70.3%) e 54 são monocotiledóneas (29.7%). Pertencem 43 famílias e 122 géneros. Esta diversidade de plantas representa o 11.1% do total de espécies de plantas reportadas para o Estado de Aguascalientes que é de 1645 (CONABIO, IMAE, UAA, 2008). Das espécies de plantas registadas na área protegida, 24% correspondem à família Compositae, em seguida encontra-se a família Gramineae com um 21%, em terceiro lugar de número de espécies por família está a família cactácea com um 8%, logo a família Leguminosae com 7%, em quinto lugar a família Liliaceae com um 4%, e em muito menor proporção o resto das famílias . 

### Bosque de carvalho
O bosque de carvalho cobre uma superfície a mais de 596 hectares o que corresponde a um 10% da área natural protegida. Predominam comunidades de carvalho (Quercus spp) e no estrato arbustivo podem-se encontrar manzanitas (Arctostaphylos pungens), medronho (Arbutus glandulosa), capulín (Prunus serotina), sauces (Salix taxifolia), entre outros. A manzanita (Arctostaphylos pungens), em ocasiões pode formar comunidades puras muito densas em pendentes ligeiras a pronunciadas em algumas zonas altas do Cerro.

### Pastoreios
Os pastoreios cobrem uma superfície a mais de 2 700 hectares em suas diferentes variantes e ocupam o 47% da superfície total do Monumento Natural Cerro del Muerto. É o tipo de vegetação mais comum e localiza-se principalmente em terrenos planos ou com pendente suave, ainda que em alguns casos chega a cobrir mais a vertente este. A composição e o estado dos mesmos variam muitíssimo em função do uso que se lhes tem dado, que tem sido principalmente pecuário. Em algumas zonas, também das partes baixas, se forma uma associação Pastizal-Huizachal, em onde os principais componentes são espécies graminoides, (Muhlenbergia spp. e Aristida spp.) e huizache (Acacia schaffneri e Mimosa spp.). no entanto durante as datas de janeiro a maio encontra-se em risco de queima pelo que se dá a conhecer este dado para que possa cessar esta pratica.

### Matagais
Esta vegetação cobre uma superfície a mais de 2 ,500 hectares da área natural protegida o que representa o 43% com respeito ao total. Conformam-na comunidades de vegetação predominantemente arbustiva, com uma grande variedade estrutural e fisonómica, dado que desenvolvem-se matagais temperados, áridos e subtropicais. O chaparral formado por manzanita (Arctostaphylos pungens), é uma comunidade frequentemente densa, muito generalizada na área algumas vezes associada com carvalhos arbustivos das espécies Q. microphylla, Q. potosina e Q. laeta. Com uma ampla distribuição, encontra-se desde as partes mais elevadas do Cerro do Morto, e para as ladeiras das vertentes, até o sul da área protegida, numa variação altitudinal que vai de 2 100 aos 2 ,450 msnm. Em lugares de transição entre carvalhos e matorrais encontra-se o matorral formado por arbustos de jarilla (Dodonaea viscosa); provavelmente como uma condição secundária destes tipos de vegetação.

#### Matagal subtropical
Entre a vegetação do trópico semi-seco e as matas sub-montanhosos sócios a bosques temperados, desenvolve-se o matagal subtropical, com uma combinação de espécies próprias tanto de uns como de outros, sendo um dos tipos de vegetação mais ricos, com uma grande quantidade de espécies entre elas Ipomoea murucoides, Leucaena esculenta, Bursera spp., Eysenhardtia polystachya, Myrtillocactus geometrizans, e Tecoma stans. 

#### Matagal espinhoso
Apresentam-se também diversos tipos de matagal desérticos, todos eles baixo condições de perturbação. Um deles é o matagal crasicaule, dominado por cactáceas grandes com talos alisados ou cilíndricos, geralmente do género Opuntia spp., encontrando-se em pequenas áreas nas partes baixas, particularmente da vertente este. O matorral espinoso está melhor representado que o anterior e entre seus principais componentes estão Mimosa spp., Prosopis spp. e Dodonaea viscosa, sendo o resultado do distúrbio causado por sobrepastoreo ou por desmonte, principalmente nos matorrales subtropicales. O matagal desértico rosetófilo desenvolve-se preferencialmente nas estribações e alguns leques aluviais da zona com predominância de Dasylirion sp.

## Fauna
A Serra do Morto tem a particularidade de ser um refúgio para muitos animais vertebrados, dada a sua cercania com a cidade de Aguascalientes e a que é o início da região montanhosa ao poente desta região do Estado .  
Invertebrados
Para este grupo existem poucos estudos formais, só se tem um estudo de tese de licenciatura com listagem de espécies de lepidópteros diurnos da zona, enquanto para outros grupos não existem uns estudos formais, no entanto, se observaram organismos pertencentes às ordens Hemípteros, Coleópteros e Himenópteros principalmente (UAA-SEDESO 2002) .
- Classe Insecta
  - Ordem Hymenoptera
    - Pepsis Formosa (Say)
    - Ammophila procera (Delhbrom)
    - Polistes canadensis (Linnaeus)
    - Polybia sp. (Lepcletier)
    - Apis mellifera (L)
    - Xylocopa california (Cresson)
    - Atta texana (Buckley)
    - Thasus gigas (Burmeister)
    - Arilus cristatus (L)

  - Ordem Lepidoptera
    - Pterurus multicaudatus (Kirby)
    - Battus philenor (L).
    - Colias eurytheme Boisduval
    - C.  caesonia Stoll.
    - Eurema jucunda Bdv. e Lec.
    - E. mexicana Bdv.
    - E. proterpia Fabr.
    - E. nicippe Cramer
    - E. daira (Godart)
    - Nathalis iole Bdv.
    - Catasticta nimbice Bdv.
    - Pieris protodice Bdv. e Lec.
    - P. rapae L.
    - Ascia monuste L.
    - Pindis squamistriga Feldr.
    - Dione vanillae incarnata Riley
    - Dione moneta poeyii Butler
    - Euptoieta claudia (Cramer)
    - Chlosyne lacinia Scud.
    - C. theona tecla (Bdv)
    - Anemeca erenbergii (Hübner)
    - Precis nigrosuffusa (Barbes e McDng).
    - Anartia jatropahe Joh. Mus. Lud.
    - Adelpha bredowii eulalia Do & Hew.
    - Hemiargus isola Reakirt
    - Everes comyntas Godt.
    - Phoecides lilea (Reak)
    - Vanessa (Cynthia) carye (Hbn.).
    - V. (Cynthia) virginensis (Drury)
    - Morpheis (Chlosyne) erenbergii (Hbn.)

Vertebrados
Até o momento registaram-se 141 espécies de vertebrados o que representa o 38.4% do total de vertebrados reportados para o estado de Aguascalientes que são 387 espécies (CONABIO et al. 2008). Os grupos taxonómicos estão representados por 7 espécies de anfibios, 13 répteis, 93 aves e 28 mamíferos. Cabe mencionar, que dentro da área protegida não existem corpos de água significativos nem escorrimentos perenes nos arroios, pelo que não se apresentam peixes.
Anfibios
No Cerro del Muerto encontram-se sete espécies de anfibios distribuídas numa ordem, 4 famílias e 4 géneros. Isto representa o 43.8% do total de espécies de anfibios reportadas para o Estado que são 16 espécies. Quanto às famílias, a mais representada é a Bufonidae com 3 espécies, segue-lhe a família Hylidae com 2 espécies, seguem-lhe as famílias Scaphiopodidae e Ranidae com uma espécie a cada uma . 
Répteis
No Cerro do Morto reportam-se até o momento um total de 13 espécies de répteis agrupadas em três ordens, 6 famílias e 11 géneros. Isto representa o 28.9% das espécies de répteis reportadas para Aguascalientes que são 45 espécies. As ordens melhor representados, é o das serpentes (Serpentes) que inclui 6 espécies e a ordem das lagartixas (Lacertilia) que inclui 6 espécies que representam o 92% entre ambos. Em terceiro lugar está a ordem das tartarugas (Testudines) com só uma espécie que representa o 8%. Quanto às famílias a melhor representada é a família Colubridae que inclui espécies como o coelho borregueira (Conopsis nasus), o alicante (Pituophis deppei), coelhos de água (Thamnophis spp) entre outras, esta família representa o 38%. Segue-lhe a família das lagartixas espinhosas (Phrynosomatidae) que representa o 31% . 
Aves
Para a região da área protegida reportam-se um total de 93 espécies localizadas em 15 ordens, 38 famílias e 79 géneros. Isto representa o 36.6% do total das espécies reportadas para o Estado que são 254 espécies (Da Riva et al. 2000; De la Riva 2008). A ordem com maior representação é o das aves paseriformes com 57 espécies que representam o 62%, lhe segue a ordem das aves falconiformes com 7 espécies que representam o 8%, e em terceiro lugar está a ordem das aves apodiformes com 5 espécies que representam o 6% .
Relativo à representatividade por famílias, no Cerro do Morrido a família Emberizadae que abarca muitas espécies de pardais, é a melhor representada com 12 espécies. Em seguida esta a família Tyrannidae que a constituem aves como os mosqueritos e papamoscas com 16 espécies. Em menor quantidade apresentam-se outra grande quantidade de famílias as quais se podem apreciar na Figura 14. As espécies residentes incluem o peru silvestre (Meleagris gallopavo), o azulejo (Aphelocoma ultramarina), o saltaparedes risqueiro (C. mexicanus) e a coa (Trogon elegans). Quanto a aves migratórias podem-se citar os verdines (Dendroica occidentalis, D. coronata, D. nigrescens, D. townsendi), paros (Parus sclateri), colibrí (Selasphorus rufus), pardais (Chondestes grammacus, Aimophilla carpalis, Spizella atrogularis, Spizella pusilla), golondrinas (Hirundo rustica e Thachycineta thalassina), entre muitas outras (Da Riva et al. 2000; De la Riva 2008) .
Mamíferos
No Cerro del Muerto reportam-se um total de 28 espécies pertencentes a 24 géneros, 16 famílias e 7 ordens (Hall 1981; De la Riva et al 2000; Ceballos Y Oliva 2005). Isto representa o 38.9% das espécies reportadas para a Entidade que é de 72 espécies. A ordem melhor representado a ordem Rodentia com um 36% que inclui ratas e ratos de campo bem como esquilos terrestres e arbóreas. Em seguida esta a ordem Carnívora com o 29% e inclui espécies como coiotes, mapaches e pumas. Depois esta a ordem Chiroptera com um 14% que inclui aos morcegos. Em seguida estão outras ordens em menor representação proporcional de espécies (Figura 15). Quanto à análise de famílias, a melhor representada é a Muridae com 6 espécies, segue-lhe a família Leporidae com 3 espécies, em seguida estão as famílias Canidae, Mustelidae, Sciuridae e Heteromyidae. Em seguida estão o resto das famílias (Figura 16)
No Cerro del Muerto apresentam-se duas espécies de mamíferos endémicas do México o que representa o 7.1% das espécies reportadas e são dois roedores (Neotoma albigula e Peromyscus difficilis). Distribuem-se também felinos como o puma (Puma concolor) e o lince ou gato montês (Lynx rufus), e mamíferos muito vistosos como o veado cauda branca (Odocoileus virginianus) e a raposa cinza (Urocyon cienereoargenteus) que são espécies carismáticas e de interesse cinegético. Por sua localização geográfica, pode supor-se que actua como um corredor e refúgio natural de espécies cujas populações têm diminuído consideravelmente no vale de Aguascalientes .

## Actividades económicas
Pecuária
A pecuária extensiva é uma actividade produtiva importante desde o ponto de vista económico, bem como em superfície no Cerro del Muerto. Esta actividade encontra-se concentrada, por pequenos proprietários, nas saias da Serra bem como em algumas ladeiras. Não se tem quantificado quantas cabeças de gado existem dentro da Serra, não obstante, existem ranchos com uma grande quantidade de gado particularmente na ladeira oriente, próxima ao acesso. Os comedeiros dos ejidos incluídos dentro da área protegida têm poucas obras de infra-estrutura pecuária, alguns não contam com cerco perimetral completo e em certas áreas não se têm águas permanentes para utilizar na época de chuvas. Em alguns prédios, o problema observa-se sobrecarga animal pelo que se ultrapassa os limites que o comedeiro pode suportar. 
Turismo de natureza e actividades recreativas
Tradicionalmente os habitantes do estado de Aguascalientes, procuram dedicar seu tempo livre de fim de semana em actividades recreativas em zonas ao ar livre, como são os montes, vales e bordos, e inclusive nas bordas das estradas que brindem uma paisagem agradável (Pérez et al., 2008) A Serra do Morto, e em particular El Picacho é um ponto de atração importante, particularmente os fins de semana. As actividades que comumente se realizam neste ponto são dias de campo, observação de flora ou fauna, caminhadas, senderismo e actividades de educação ambiental. Esta visitação à Serra do Morto é relativamente recente pelo que se considera que ainda os serviços, infra-estrutura e vigilância são insuficientes.  A melhor altura também a que nas saias do Picacho, na zona de influência do polígono da área protegida, se está a dar a atomização do território e ao estabelecimento de uma grande quantidade de pequenas propriedades com sítios, cabanas, restaurantes e lojas de autoserviço. Este crescimento e mudanças na paisagem deram-se particularmente nos últimos cinco anos, pelo que não se quantificou ainda esta mudança de uso de solo. Alguns sítios oferecem serviços de visita e recreação a seus prédios . 
Aproveitamento florestal
A este respeito, não existe um aproveitamento de madeira intensivo. Este aproveitamento dá-se particularmente de lenhas secas e é mais bem de tipo de autoconsumo. Leva-se a cabo em especial na ladeira poente, que compreende a maior zona arborizada do Cerro e se encontra para perto de localidades como Venaderos, cujos habitantes fazem uso de lenha do Cerro e seus arredores para suas actividades quotidianas. Não se tem registado algum prédio que leve a cabo algum aproveitamento florestal a grande escala . 
Investigação científica
No Cerro do Morto têm sido poucos os estudos específicos para conhecer sua riqueza biológica e natural. Mais bem tem #fazer# parte de visitas esporádicas que fazem parte de projectos mais regionais. Não obstante, destacam os esforços que algumas instituições locais têm feito para dar a conhecer a riqueza natural que contém o Cerro como a Universidade Autónoma de Aguascalientes (Da Riva et a o. 2000). Ditos estudos têm sido mais bem de carácter taxonómico. Não se conta até o momento com estudos ecológicos ou populacionais que brindem informação a respeito das espécies vegetais e animais. Por isso, seria importantíssimo estabelecer estações de campo que promovam estudos sobre a riqueza natural que contém a área natural protegida . 

## Tenência da terra
O monumento natural Cerro del Muerto apresenta dois tipos de tenência da terra: privada e social. Quanto à propriedade privada, cobre uma superfície de 4 314.9 hectares que correspondem ao 73.6% do total da área natural protegida. Quanto à propriedade social, esta é única ejidal e cobre uma superfície de 1 547.1 hectares que correspondem ao 26.4% da superfície da área protegida. Apresentam-se os ejidos de Buenavista, El Niagara, La Tomatina, Los Caños e Venaderos. O ejido, dada a sua hierarquia administrativa, encontra-se organizado politicamente por uma autoridade máxima é a assembleia geral de ejidatários, presidida por três cargos administrativos e agrários importantes como o são o Presidente da Assembleia, o Comisariado de Bens Ejidales e o Conselho de Vigilância. Quase todos os proprietários da Serra utilizam os seus prédios para actividades de pecuária extensiva e para fins recreativos . 

## Problemas ambientais
Incêndios
Os incêndios têm sido recorrentes nos últimos anos no Cerro del Muerto, principalmente durante os meses de fevereiro a maio. Este problema apresentou-se ao longo de toda a Serrania, mas principalmente começam na parte baixa, quando pequenos proprietários querem “limpar” o seu terreno e não se tem controle nem cuidado na expansão do fogo. Também se apresenta por fogos mal apagadas por parte de visitantes ao Picacho. Considerando os valores escênicos, topografia do terreno, afluência de visitantes, carga de combustível e condições ambientais, Salgado e Martínez (2008) propõem zonas de risco em Aguascalientes, e neste caso, para a área natural protegida, estabelecendo 4 categorias: Muito alto, alto, baixo e muito baixo risco. De acordo ao anterior, no Cerro del Muerto apresenta-se em mais da metade da área protegida um risco de incêndio muito alto; assim mesmo, também numa alta percentagem (41%) se apresenta um alto risco de incêndios. Isto como no Cerro predominam os matagaiss, pastoreios e o bosque de carvalho, além da complexa topografia da área protegida. As zonas com muito baixo risco (2%) são aquelas que têm sido zonas agrícolas e que agora apresentam uma vegetação tipo pastizal secundário . 
Um dos maiores incêndios dos que se tem registo ocorreu no ano 2008, quando mais de 1 600 hectares (27.8% da área protegida) foi invadida pelo fogo afectando à vegetação de uma maneira significativa. Este incêndio durou mais de uma semana e foi necessário o uso de helicópteros cisterna, além de importantes recursos económicos bem como esforços humanos e técnicos para combatê-lo .  
Tradicionalmente, nas acções de combate de incêndios participam os proprietários e, diversos organismos públicos como a CONAFOR que conta com pessoal, equipa e torres de vigilância, bem como instâncias ambientais de Governo do Estado e dos Municípios afectados, Protecção Civil e o Exército Mexicano .
Erosão
No Cerro del Muerto existem algumas zonas com degradação que tem sido provocada por diversos factores tais como o sobrepastoreio, desmontes, aproveitamento de recursos pétreos, incêndios florestais, construção de bordos, entre outros. Um dos componentes quiçá mais afectado dos ecossistemas é o solo. Sua recuperação é muito difícil e cara, pelo que é importante manter medidas de prevenção da degradação. De acordo a dados de SEPLAN (2004), no Cerro del Muerto apresenta-se erosão ligeira em 5,120 hectares (87%), enquanto 721 hectares (13%) apresenta-se erosão moderada. Esta última está distribuída principalmente nas zonas baixas do Cerro, em predios cuja actividade preponderante é a pecuária extensiva e também que têm sido sujeitos ao aproveitamento de recursos pétreos. 
Mudança de uso de solo para infra-estrutura urbana
Esta actividade é uma forte ameaça, já que está a dar-se um desenvolvimento urbano acelerado nas confluências do Picacho e está a ter uma atomização da tenência da terra bastante significativa, a qual ainda não se estudou nem quantificou. É também importante destacar a cercania com o libramento poente, o qual se espera opere de acordo ao conceito da sua construção, isto é, ser uma via rápida que desafogue o tráfico pesado da cidade de Aguascalientes. É por isso importante dar seguimento à operação e desenvolvimento desta via de comunicação para que não se gerem construções irregulares ao longo do seu trajecto. Com respeito a outros possíveis usos do solo, é também uma real ameaça o aproveitamento para recursos minerais. Este tipo de actividade deu-se principalmente nas partes baixas na ladeira oriente do Cerro. 
Reflorestação
Fizeram-se vários esforços por gerar cobertura arbórea no Cerro del Muerto. Destacam aquelas que se fizeram faz mais de 20 anos, e que geraram pequenos bosques de eucaliptos na vertente poente do Cerro. A zona que quiçá tem recebido maiores esforços de reforestação é a do Picacho. Esta área tem motivado diferentes esforços tanto privados como de instituições governamentais. É necessário dar-lhes um seguimento às actividades de reflorestação que se realizaram na área protegida para avaliar o seu sucesso. Até o momento não se conta com nenhum diagnóstico ao respeito. Diz-se que a maioria das acções de reflorestação fracassam como as espécies não são as adequadas; as características da planta utilizada não reúnem as condições que favoreçam a sua sobrevivência e desenvolvimento (tamanho, vigor, etc.); as plantações não recebem as atenções requeridas para seu estabelecimento (exclusão do pastoreio, irrigação, fertilização, suporte, etc.); a reflorestação realiza-se numa temporada inadequada; o manejo da planta desde a sua extracção do viveiro até à sua plantação não é o correcto; entre outros factores.    
Espécies em risco e emblemáticas
No Cerro del Muerto encontram-se 17 espécies de plantas e animais incluídas na NOM-059-SEMARNAT-2010, que correspondem ao 5.2% do total de espécies reportadas para o Cerro del Muerto que são 323 entre flora e fauna silvestre. 
Estes taxa são: duas espécies de plantas, o sotol (Dasylirion acrotiche) e uma biznaga (Ferocactus histrix),; uma espécie de anfibio, a rã dos bordos (Rana montezumae); oito espécies de repteis, o falso camaleão (Phrynosoma orbiculare), a lagartixa mosquiteira (Sceloporus grammicus), a víbora chirrioneira (Masticophis mentovarius), o alicante (Pituophis deppei), duas cobras (Salvadora bairdii e Thamnophis eques), a víbora de cascavel cauda negra (Crotalus molossus) e a tartaruga casquito (Kinosternum integrum); cinco espécies de aves, o pato trigueiro (Anas plathyrhynchos diazi), o gavião silvestre (Meleagris gallopavo), o gavião poleiro (Accipiter cooperi), o águia cauda branca (Buteo albonotatus) e o falcão peregrino (Falco peregrinus); e uma espécie de mamífero, o velho de monte (Taxidea taxus) . 
Destas espécies, 12 estão na categoria de Sujeitas a protecção especial e cinco na categoria de Ameaçada. Como espécies emblemáticas se podem citar ao falcão peregrino, que inclusive aninha no Cerro del Muerto, o veado cauda branca, o puma e ao peru silvestre, das quais não se conta com estudos formais de sua biologia e habitat.

## Tradições

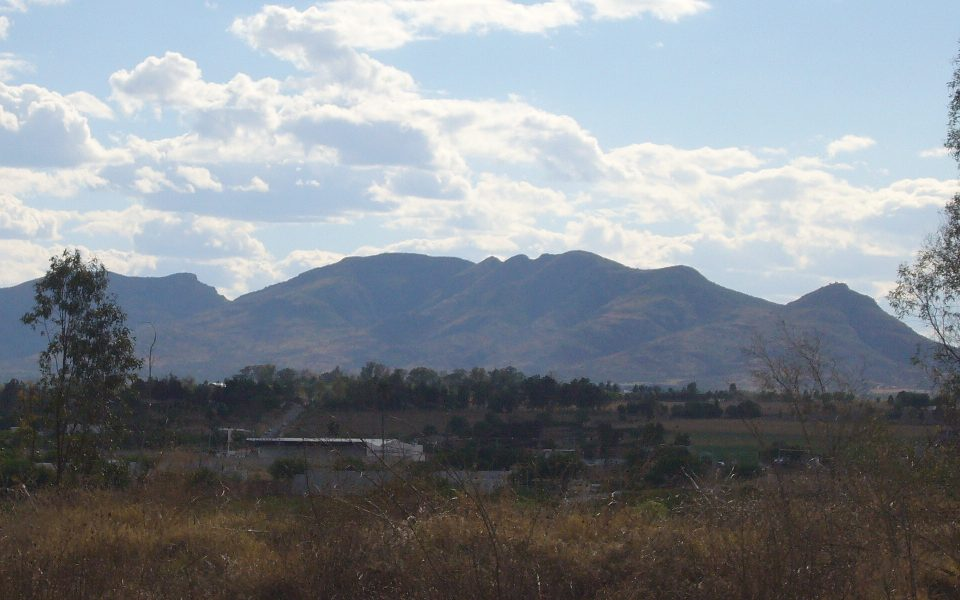
Vista diurna do cerro, desde a Universidade Autónoma de Aguascalientes.

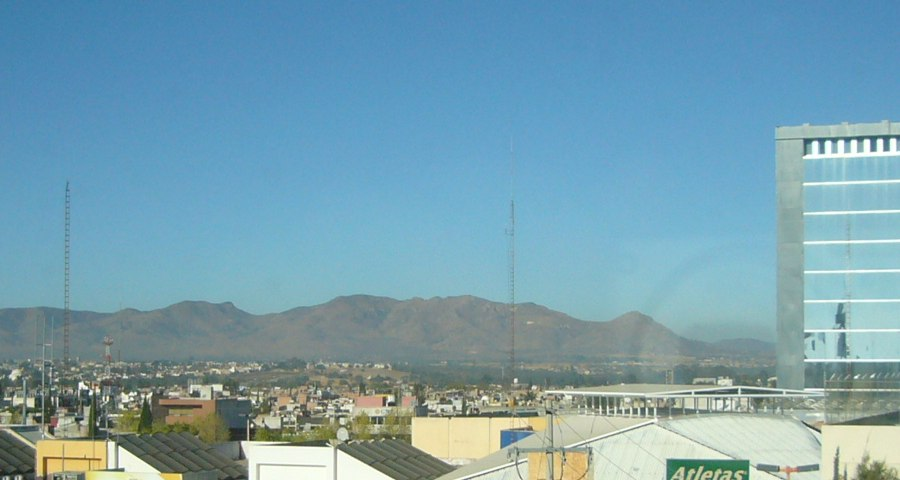
Vista matutina do Cerro del Muerto desde a Av. Las Américas.

- O El muerto voltou-se um emblema da popular Feira das Calaveras, celebrada a cada primeira semana de novembro e dentro das suas actividades fez-se tradição a caminanhada nocturna com tochas chamada "Alumia-lhe os Pés ao Morto".

- Entre as tradições mais conhecidas, conta-se que baixo o Cerro del Muerto há túneis, tem várias entradas e que nas entranhas, guarda um dos maiores tesouros acumulados pelos índios da região, quem assaltavam as caravanas da Rota da Prata.

- Outros asseguram que os tesouros não são dos índios, mas de Juan Chávez, bandoleiro famoso na entidade e arredores.

O verdadeiro é que existem tanto aos arredores do cerro como baixo a cidade muitos túneis e socavones, a maioria dos quais, por falta de equipa adequada não têm sido explorados, preferindo simplesmente os tampar. 
Sabe-se também de casos de pessoas que se aventuraram às explorar e não se voltou a saber delas.
Pelo que se conta, se especula que em seus túneis se encontra uma espécie de fungo, e que ao respirar a suas esporas, estas se alojam nos pulmões, e terminam asfixiando à pessoa, ou bem perde o conhecimento e a memória, mas nada tem sido comprovado.

## Lendas
Diz-se que nesse lugar se reuniram os chichimecas, os chalcas, e os nahuatlacas, tratando de se pôr de acordo para estabelecer nesse lugar e de ali sair a diferentes lugares sendo nesse ponto o lugar de operações. Entre eles tinha três sacerdotes (um pela cada tribo) os que eram extremamente altos, fortes, de aspecto majestuoso e imponente.
Depois que deliberaram sobre o que se tinha que fazer, e quando já estava por se ocultar o sol, a um dos sacerdotes, o da tribo chichimeca, se lhe ocorreu se banhar no charco de água quente de "la Cantera" e após que se atirou à água, desapareceu.
"La Cantera", chama-se-lhe a um manancial de águas termais no estado e segundo conta a lenda existem muitos outros destes "charcos", os que foram "semeados" por outras tribos anteriores, quem queriam "semear" água, faziam um buraco, lhe punham água de sua huaje e meio "almud" de sal, o tampavam e ao decorrer de três ou quatro anos tinha um imenso manancial de águas sulfurosas. Assim fizeram vários na região e daí o nome de Aguascalientes.
Ao lancar-se à água o sacerdote e desaparecer, os chichimecas esperaram pacientemente que seu senhor aparecesse em outro dos muitos charcos que tinha, mas... foi inútil, passaram vários dias e o sacerdote não regressava. Reuniu-se a tribo e deliberaram: Talvez trai-los-iam os chalcas?. -Não era possível, tinham feito um pacto e sua honra estava em jogo.
Ao não regressar o sacerdote em meses, não lhes ficou dúvida aos chichimecas que os chalcas o tinham matado e enfurecidos, correram a dar aviso a seus colegas para enfrentar com seus inimigos.
E assim começou uma guerra contra os chalcas, os que não souberam de que se tratava, pois sem lhes dizer "água vai", choveram setas por todos lados.
Os chalcas, pediram ajuda aos nahuatlacas, os que estavam de espectadores com seu sacerdote à frente. Não só não se uniram a eles, mas que deram a volta dizendo que o pleito não era com eles.
Após pôr-se de acordo e indignados pela afronta, os chalcas dispuseram-se a repelir o ataque e "nos fulgores da batalha e no meio da luta", viram com surpresa que vinha o sacerdote perdido. Já não era possível retroceder e sem o querer, uma seta atravessou o coração do sacerdote dos chichimecas, o que lhes gritava: "Detenham-se! Só fui a semear alguns charcos"; mas não foi escutado.
O sacerdote tratando de fugir, com o seu sangue foi regando o caminho e a impressão do líquido, ainda se pode ver na terra vermelha do monte. Quis falar com a sua gente, mas não pôde, sem dizer palavra caiu morto e com seu corpo sepultou a todo o povo chichimeca que o seguia. Com os seus cadáveres formou-se o famoso cerro del Muerto que se encontra ao poente do município de Jesús María, no estado de Aguascalientes. O charco La Cantera está localizado a uns quantos metros do Cerro del Muerto.